# Brillac
Brillac is een gemeente in het Franse departement Charente (regio Nouvelle-Aquitaine) en telt 664 inwoners (1999). De plaats maakt deel uit van het arrondissement Confolens.

## Geografie
De oppervlakte van Brillac bedraagt 43,8 km², de bevolkingsdichtheid is 15,2 inwoners per km².

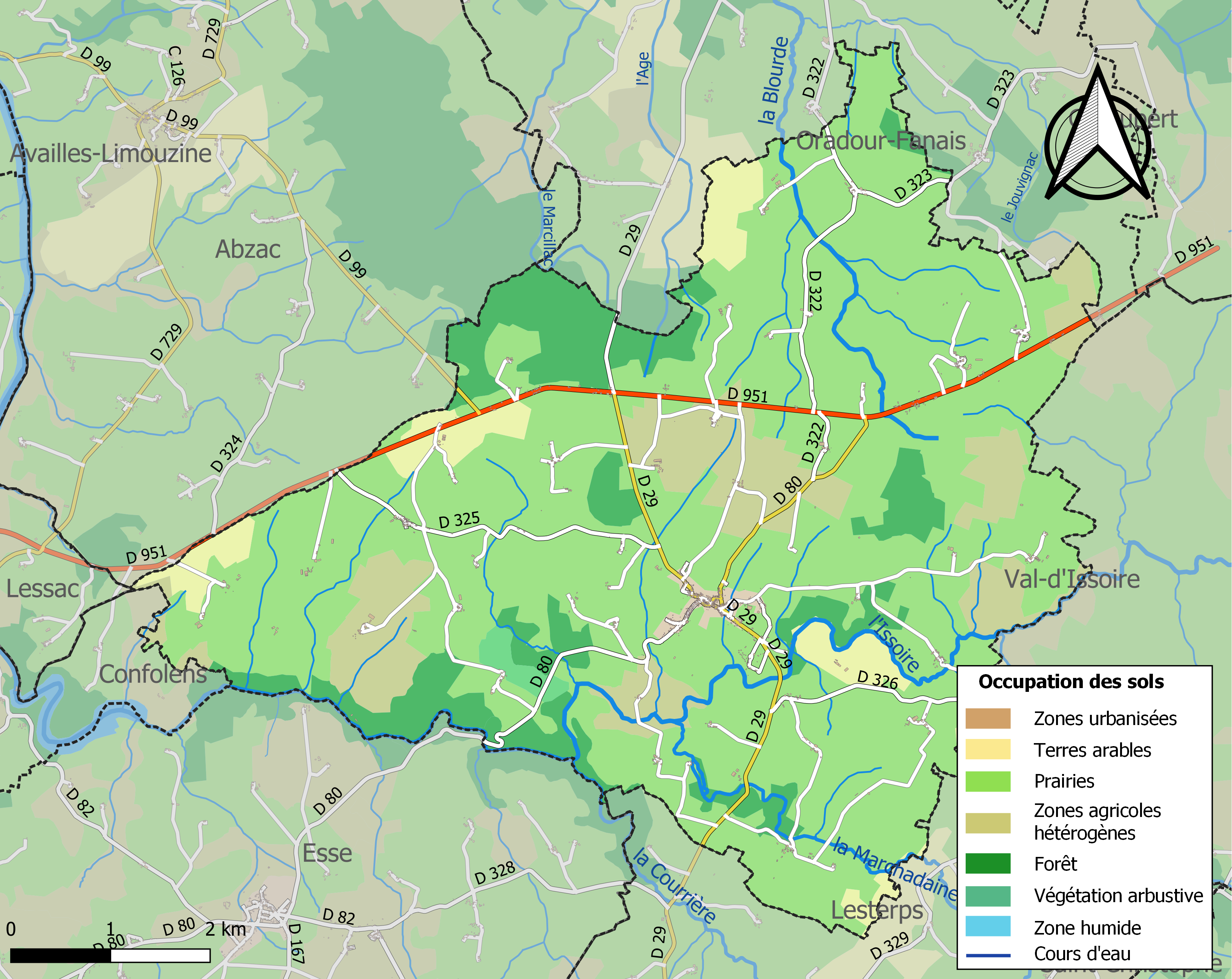
Kaart van de gemeente met de belangrijkste infrastructuur, bodemgebruik en omliggende gemeenten

## Demografie
Onderstaande figuur toont het verloop van het inwonertal (bron: INSEE-tellingen).